# Bishkek-2
Bishkek-2 (en kirguís: Бишкек 2, en ruso: Бишкек 2 Станция) es una estación de ferrocarril de la ciudad de Biskek, capital de Kirguistán. El diseño y la construcción del edificio comenzaron en la década de 1930 durante la época soviética y el 1 de mayo de 1938 se abrió la estación. Es una de las dos estaciones de ferrocarril princiopales de la ciudad, y la otra es Bishkek-1, en la parte occidental de la ciudad, mientras que Bishkek-2 se encuentra en el centro de la ciudad.

## Servicios
- Biskek — Moscú[2]
- Biskek — Novokuznetsk
- Biskek — Shu